# لئون برمسون
لئون برمسون یک عملگرای یهودی،عضو پارلمان روسیه در سال ۱۹۰۶-۱۹۰۷ و یکی از رهبران و سازمان دهندگان « World ORT» بوده‌است.وی وکیل و عضو کمیتهٔ مرکزی پیمان برای کسب حقوق برابر برای یهودیان روسیه بوده‌است.وی در سال ۱۹۰۸ در راس «ORT روسیه» قرار داشت.
در سال ۲۰۰۹ حداقل دو آموزشگاه نام برمسون را بر خود داشتند.یکی در شهر کاوناس و دیگری در شهر نیویورک.